# Río Verde Arriba
Río Verde Arriba – miasto w Dominikanie, w prowincji La Vega. W 2008 roku liczyło 33 809 mieszkańców

## Klimat
Miasto leży w klimacie równikowym.